# Evèlpides
Evèlpides (en llatí Evelpides, en grec antic Εὐελπίδης) era un famós oculista grec que va viure en temps de Cels, al començament de l'era cristiana. Cels va preservar diverses fórmules seves. (Cels de Med. pp. 120, 122, 123, 124.).